# 井步山
井步山（此二語言亦有共通的名稱 Karingucan）位於臺灣屏東縣霧臺鄉霧臺村與好茶村交界，海拔2066.2公尺，山頂設有三等三角點7112號，以及霧台長老教會所立的巨石，由登山口往鞍部的路線屬於阿魯彎古道，為過去阿禮部落與舊好茶部落的連絡通道。山形似富士山，故日治時期曾有阿緱富士一稱。稜線往西接田良井山，往東經霞迭爾山連接中央山脈主稜的霧頭山、北大武山等山。